# دهستان سرچشمه
دهستان سرچشمه نام دهستانی در بخش مرکزی شهرستان رفسنجان، استان کرمان در ایران است. براساس سرشماری مرکز آمار ایران در سال ۱۳۸۵، جمعیت آن ۵۱۳ نفر (۱۷۱ خانوار) بوده‌است.